# Árbol (Villalba)
Árbol (llamada oficialmente San Lourenzo de Árbol) es una parroquia española del municipio de Villalba, en la provincia de Lugo, Galicia.

## Otras denominaciones
La parroquia también es conocida por el nombre de San Lorenzo de Árbol.

## Organización territorial
La parroquia está formada por treinta y una entidades de población, constando veintiuna de ellas en el nomenclátor del Instituto Nacional de Estadística español:
- As Paredes
- Barreiro (O Barreiro)
- Bereda
- Carregal (Carregal de Arriba)
- Carregal de Abaixo
- Castros (Os Castros)
- Caxigueira
- Couto (O Couto)
- Currás (Os Currás)
- Embendo
- Espiñarido
- Espiñeiro
- Feitosa (Fieitosa)
- Fondomar
- Fontela
- Fraga Alta (A Fraga Alta)
- Gardado
- Gomenlle
- Lama (A Lama)
- Lamas
- Lamela (A Lamela)
- Monte (O Monte do Couto)
- Morcelle
- Moscarán
- O Fondal
- Pegos
- Picoi
- Ramonde
- Rañal
- Regovide
- Santo Estebo (O Santo)
- Ximarás (Guimarás) (Guimeras)

## Demografía
| Gráfica de evolución demográfica de Árbol entre 2000 y 2021 |
|                                                             |
| Datos según el nomenclátor publicado por el INE.            |